# ال‌ام‌ام‌اس
ال‌ام‌ام‌اس (انگلیسی: LMMS؛ سابقاً لینوکس مالتی‌مدیا استودیو (انگلیسی: Linux MultiMedia Studio)) یک نرم‌افزار کاربردی محیط کار صوتی دیجیتال است. این نرم‌افزار امکان ساخت موسیقی با تنظیم نمونه‌ها، صداسازی، وارد کردن نت از طریق صفحه‌کلید یا ماوس (یا دستگاه نشانگر دیگر) یا با نواختن صفحه‌کلید میدی، و ترکیب ویژگی‌های رهگیرها و سیکوئنسرها را فراهم می‌کند. این نرم‌افزار آزاد و متن‌باز است و به زبان کیوت نوشته شده و تحت پروانه جامع همگانی گنو منتشر شده است.